# Nicolas Chuquet
Nicolas Chuquet va ser un matemàtic francès del segle xv, autor de la primera aritmètica "moderna".

## Vida
Res es coneix de la seva vida. Només se sap, perquè ho diu ell mateix en el seu Triparty, que és de París, graduat en medicina i que escriu la seva obra el 1484 a Lió. Pels registres d'imposts de la ciutat de Lió, se sap que va viure entre 1480 i 1484 a la vora d'un altre matemàtic francès: Estienne de La Roche, però es desconeix les relacions que van mantenir.

## Obra
Chuquet és l'autor de la més original aritmètica que es va escriure des de l'època grega: Le Triparty en la Science des Nombres. L'obra no va ser mai publicada fins al 1880 i, per tant, no va tenir cap influència; excepte pel fet que Estienne de La Roche en va publicar una petita part com si fos seva: L'arismetique nouvellement composée (Lió, 1520).
L'obra de Chuquet consta de dues grans parts: La primera, anomenada pròpiament Triparty en la Science des Nombres, i la segona, anomenada Applications des Rigles du Triparty, que és una col·lecció de problemes resolts amb els procediments establerts en la primera part.

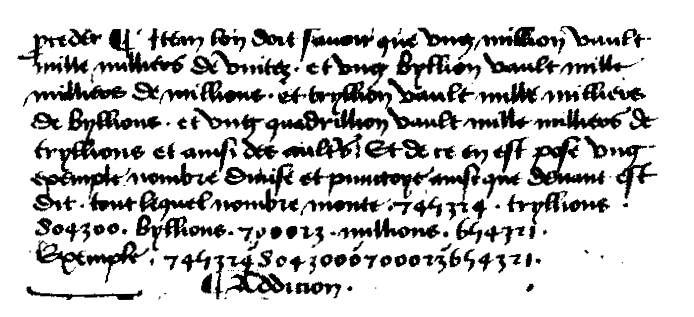
Fragment del manuscrit del Triparty (1484).

El Triparty, té tres parts:
- En la primera[8] tracta dels nombres enters, dels nombres trencats, de les seves operacions, de les progressions i de la regla de tres.
- En la segona[9] tracta de les arrels i la forma d'operar amb elles.
- En la tercera[10] parla de les potències i de les equacions i la forma de resoldre-les.

Si bé les aportacions de Chuquet a l'àlgebra són escasses, és indiscutible la seva originalitat i audàcia en l'elaboració de llenguatge i càlcul algebraics.